# Bostadsobligation
Bostadsobligation är en obligation som ges ut av bostadsinstituten för att finansiera långa utlåningar till bostäder. Bostadsobligationer har en egen fungerande andrahandsmarknad då den underliggande tillgången, lån med fastigheter som säkerhet, anses ha lägre risk än andra kommersiella lån. Investerare som vill ha en exponering mot fastighetsbranschen kan investera i bostadsobligationer istället för direkt i fastigheter.
Icke-säkerställda bostadsobligationer har blivit ett populärt verktyg för svenska fastighetsbolag att finansiera sina projekt, särskilt på en marknad där traditionella banklån ofta är begränsade. Dessa obligationer saknar säkerheter i fastigheterna, vilket innebär att investerare tar en högre risk jämfört med säkerställda obligationer, men ofta med en högre ränta som kompensation.